# یواس‌اس کرساسپا (آی‌دی-۱۴۸۴)
یواس‌اس کرساسپا (آی‌دی-۱۴۸۴) (به انگلیسی: USS Keresaspa (ID-1484)) یک کشتی بود که طول آن ۳۶۰ فوت (۱۱۰ متر) بود. این کشتی در سال ۱۹۰۳ ساخته شد.